# West Auckland
West Auckland is een civil parish in het bestuurlijke gebied Durham, in het Engelse graafschap Durham.